# ニューモデルマガジンX
『ニューモデルマガジンX』（ニューモデルマガジンエックス、New Model Magazine-X）は、日本の自動車雑誌。略称はマガジンX、MagX。
2011年9月号までは、三栄書房（現・株式会社三栄。東京都新宿区）の発行で、同社の関連会社であった株式会社ムックハウス（同）が編集を行っていた。同年10月号より、ムックハウスが発行元を兼ねている。

## 概要
自動車雑誌「モーターファン」（1996年に廃刊）の別冊として、1985年に創刊された。当初は3か月毎の発行だったが、1988年7月号から隔月刊となり、さらに1989年11月号からは月刊となった。発売日は毎月26日で、1冊定価は880円。
新車のスクープ情報を記事のメインとする。スクープ記事の中では「～だね」や「～したいね」といった記述が随所にみられる。新車レビューコーナー「ざ・総括」では、他誌ではあまり見られないメーカーへの遠慮や建前のない辛辣な評価を下している。一方で、記述が座談会形式でありながら車のエンジン型式を参加者全員が取り違えた状態での評論が掲載されるなど、実車に触れてすらいないと思われるような信頼性に乏しい評論も存在する。
特に、2023年夏からセンセーショナルに報じられている中古車販売チェーン最大手のビッグモーターを巡る数々の不祥事を東洋経済新報社の『週刊東洋経済』と並んで前年から取り上げていたことで知られる。